# Освобождение (Секретные материалы)
«Освобождение» (англ. «Release») — 17-й эпизод 9-го сезона сериала «Секретные материалы». Премьера состоялась 5 мая 2002 года на телеканале FOX. Эпизод позволяет более подробно раскрыть так называемую «мифологию сериала», заданную в пилотной серии.
Режиссёр — Ким Мэннэрс, авторы сценария — Джон Шибан и Дэвид Аманн, приглашённые звёзды — Кэри Элвес, Барбара Патрик, Джаред По, Сэл Лэнди, Эвери Глимф и Мэнди Левин.
В США серия получила рейтинг домохозяйств Нильсена, равный 5,1, который означает, что в день выхода серию посмотрели 7.8 миллионов человек.
Главные герои сериала — агенты ФБР, расследующие сложно поддающиеся научному объяснению преступления, называемые Секретными материалами.. Сезон концентрируется на расследованиях агентов Даны Скалли (Джиллиан Андерсон), Джона Доггетта (Роберт Патрик) и Моники Рейс (Аннабет Гиш).

## Сюжет
Доггетт натыкается на дело, которое может быть связано с убийством его сына. С помощью кадета ФБР Рудольфа Хейса Доггетт получает информацию, которая помогает как вести текущее дело, убийство Джейн Доус, так и установить связь между ним и убийством Люка Доггетта. Эта связь — человек по имени Николас Регали, участник криминальной группировки, связанный с Бобом Харви, единственным подозреваемым в деле Люка.